# Голенково-Погост
Голенко́во-Пого́ст — деревня в Селижаровском районе Тверской области. Относится к Березугскому сельскому поселению.

## География
Расположена на реке Тихвина, в 13 километрах к северо-востоку от районного центра Селижарово, в 1 км от деревни Березуг.

## История
Село Голенково упоминается первый раз в духовной грамоте князя Федора Борисовича Волоцкого, «который в 1506 году пожаловал его Селижарову Троицкому монастырю». В середине XIX века на реке Тихвина значатся деревни Нижнее и Верхнее Голенково и Голенковский погост. Считая, что церкви старались строить на одном, намоленом, месте, древнее село находилось на месте погоста.
В смутное время начала XVII века местность была разорена, церковь опустела, а к середине XVIII столетия развалилась.
В 1752 году на погосте была освящена новая деревянная церковь, построенная на средства прихожан. В 1882 году семья Ветлиц-Толбухиных воздвигла каменный храм, построив его в характерном для того времени русско-византийском стиле (стиль модерн), сохранившийся доныне.
На погосте в 1849 году кроме храма были 4 жилых двора (дома священнослужителя и причта), проводилась ярмарка.
В первой половине XX века здесь появились крестьянские дворы и в Советское время бывший погост стал деревней с названием Голенково, а позднее — Голенково-Погост.
В 1997 году в деревне Голенково-Погост 12 хозяйств, 30 жителей.

## Население
| 1859 | 2002 | 2010 |
| ---- | ---- | ---- |
| 28   | ↘9   | ↗12  |

## Достопримечательности
- Храмовый комплекс Никольской церкви 1880 года с колокольней 1910 года[5]. В храме сохранились кузнецовские фаянсовые иконостасы.